# La Bellière (Seine-Maritime)
La Bellière is een gemeente in het Franse departement Seine-Maritime (regio Normandië) en telt 56 inwoners (2009). De plaats maakt deel uit van het arrondissement Dieppe.

## Geografie
De oppervlakte van La Bellière bedraagt 4,5 km², de bevolkingsdichtheid is dus 12,4 inwoners per km².
De onderstaande kaart toont de ligging van La Bellière (Seine-Maritime) met de belangrijkste infrastructuur en aangrenzende gemeenten.

## Demografie
Onderstaande figuur toont het verloop van het inwonertal (bron: INSEE-tellingen).